# خدمة لوجستية عكسية
الخدمة اللوجستية العكسية (بالإنجليزية: Reverse logistics)‏، هي عملية جمع المنتجات والمواد المستخدمة من الزبائن والمستعملين لإعادة استخدامها أو إعادة تدويرها، أو استعمالها لأغراض أخرى. هذه العملية تعالج هذه المواد كمدخلات صناعية لها قيمة بدلاً من التخلص منها على شكل مهملات. هذه تكملة لسلسلة التوريد والتوزيع بالنظام التقليدي المستخدمة لإنتاج وتسليم المنتجات للزبائن.